# Jean Accart
Jean Accart, nacido en Fécamp el 7 de abril de 1912 y muerto en La Gaude el 19 de agosto de 1992, fue un as de la aviación francesa durante la II Guerra Mundial.
Formó parte del famoso Groupe de Chasse I/5 pilotando aviones Curtiss Hawk 75. El 10 de mayo de 1940 consiguió sus primeros derribos al abatir cuatro aviones alemanes Dornier 17. Accart siguió al mando del GC/I5 hasta que el 1 de junio de 1940 durante un ataque a un bombardero alemán su aparato fue ametrallado y recibió una herida de bala entre los ojos. A pesar de estar gravemente herido consiguió soltarse los arneses y saltar en paracaídas.
Después de una temporada en el hospital fue enviado al sur de Francia donde se encargó del Cuartel General de Defensa Aérea. El 25 de junio con la derrota de los franceses y con el Gobierno de Vichy es nombrado Comandante de una sección de tácticas avanzadas de caza. Al ser relevado se reunió con varios compañeros y pasó a España para posteriormente cruzar el Mediterráneo y unirse en África a las Fuerzas Aéreas Francesas Libres.
Accart terminó la guerra con doce derribos confirmados y cuatro probables.
Fue distinguido con la Gran Cruz de la Legión de Honor y es también titular de la Cruz de Guerra con once citaciones.Asimismo recibió la Medalla de la Aeronáutica.
Falleció en 1992 a la edad de 80 años.